# Carla Boulboullé
Carla Boulboullé (* 4. Oktober 1943 in Berlin) ist eine ehemalige Politikerin der SPD.

## Ausbildung und Beruf
Carla Boulboullé war die Tochter des Kunsthistorikers Hans Boulboullé und dessen Ehefrau, die Malerin Erna Boulboullé.
Sie legte 1964 ihr Abitur ab. Im Anschluss belegte sie ein Studium der Fächer Geschichte, Politische Wissenschaften und Soziologie an der Universität Köln und der Ruhr-Universität Bochum. Boulboulle war eine beliebte studentische Politikerin an der Ruhr-Uni, ohne als SHB-Mitglied dem Trend in Richtung SDS/K-Gruppen-Maoismus bzw. DKP zu folgen; im Dezember 1968 legte sie dem damaligen Uni-Rektor Biedenkopf den Rücktritt nahe, nachdem dieser 300 Polizeikräfte angefordert hatte, um 20 Institutsbesetzer entfernen zu lassen. Danach arbeitete sie als Wissenschaftliche Angestellte bei der Ost-West-Gesellschaft e.V.

## Politik
Carla Boulboullé war von 1961 bis zum 25. Oktober 1990 Mitglied der SPD. Boulboullé kandidierte für eine Bürgerinitiative für den Deutschen Bundestag. Aufgrund der Aufrechterhaltung dieser Kandidatur wurde Boulboullé aus der Partei ausgeschlossen. Bis zum Parteiausschluss war sie Mitglied des Unterbezirksvorstands Düsseldorf der SPD sowie Sprecherin der Arbeitsgemeinschaft sozialdemokratischer Frauen in der SPD, Unterbezirk Düsseldorf und stellvertretende Vorsitzende des Ortsvereins Düsseldorf-Flingern der SPD. Sie war von 1984 bis 1989 Sachkundige Bürgerin im Personalausschuss der Stadt Düsseldorf.
Carla Boulboullé war vom 31. Mai 1990 bis zum 31. Mai 1995 direkt gewähltes Mitglied des 11. Landtags von Nordrhein-Westfalen für den Wahlkreis 045 Düsseldorf II. Sie war bis zum 28. Oktober 1990 Mitglied der SPD-Landtagsfraktion; danach war sie fraktionslos.